# Фидлер, Вольфрам
Вольфрам Фидлер (нем. Wolfram Fiedler; 29 сентября 1951, Ильменау, ГДР — 11 апреля 1988, Берлин, Германия) — немецкий саночник, выступавший за сборную ГДР в конце 1960-х — середине 1970-х годов, чемпион мира и Европы. Принимал участие в зимних Олимпийских играх 1972 года в Саппоро и выиграл две бронзовые медали: одну в программе мужских одиночных заездов, вторую в паре с Клаусом Бонзаком. Прежде чем закрепиться во взрослой национальной сборной, одержал победу на юниорском чемпионате Европы.
Вольфрам Фидлер, кроме того, является обладателем двух наград чемпионатов мира, в его послужном списке серебро 1973 года из Оберхофа и золото 1975 года из Хаммарстранда. Трижды спортсмен становился призёром чемпионатов Европы, в том числе дважды был первым (1972, 1976) и один раз вторым (1975).
По окончании карьеры профессионального спортсмена продолжил работать детским тренером при Федерации бобслея Германии, но уже в 1988 году умер от рака. В его честь названа летняя тренировочная трасса по санному спорту в городе Ильменау.